# Marijan Horvat-Mileković
Marijan Horvat-Mileković je hrvatski pjesnik, publicist, novinar, jezikoslovac i urednik.
Pisao je za hrvatske tjednike Hrvatsko slovo i Fokus te još neke novine.
Kao autor se zalagao za čist hrvatski jezik i očuvanje hrvatske baštine. Posebice se ističe obranom hrvatskoga korijenskog pravopisa, kojim se i služi kada piše svoja djela.

### Djela
- Cromazohi: tko nam je čipirao mozak, 2010.
- Korieni: hrvatski identitet u obzoru jezika, kulture, poviesti, politike i globalizacije, 2006.
- Mač nad Hrvatskom, 2002.
- Rieči za Jelenu , 2000.
- Gušti i verige , 1999.
- Razsuti prah , 1998.

## Vanjske poveznice
- Vjesnik[neaktivna poveznica] Hrvatska jezična križoputja, 25. travnja 2002.
- SVIBOR  Arhivirana inačica izvorne stranice od 9. lipnja 2007. (Wayback Machine) Prikupljanje podataka o projektima u RH